# Kriminologie im Nationalsozialismus
Die Kriminologie im Nationalsozialismus war durch eine massive Überbetonung des Anlageaspektes aus der herkömmlichen kriminologischen Anlage-Umwelt-Formel gekennzeichnet. Persönliche Eigenschaften wurden für die Erklärung von Delinquenz den Einflüssen der sozialen Umgebung deutlich vorgezogen. Solche Kriminalbiologie war gegenüber der rassistisch/erbbiologischen nationalsozialistischen Ideologie anschlussfähig und wurde zu einer Legitimationswissenschaft der Strafrechtspraxis in der Zeit des Nationalsozialismus. Manche akademische Kriminologen waren institutionell eng mit NS-Gesundheitspolitikern und Rassehygienikern verbunden. Nach Kriegsende konnten führende NS-Kriminalbiologen als Professoren an Universitäten zurückkehren und verfassten Lehrbücher der Kriminologie.

## Anschlussfähigkeit

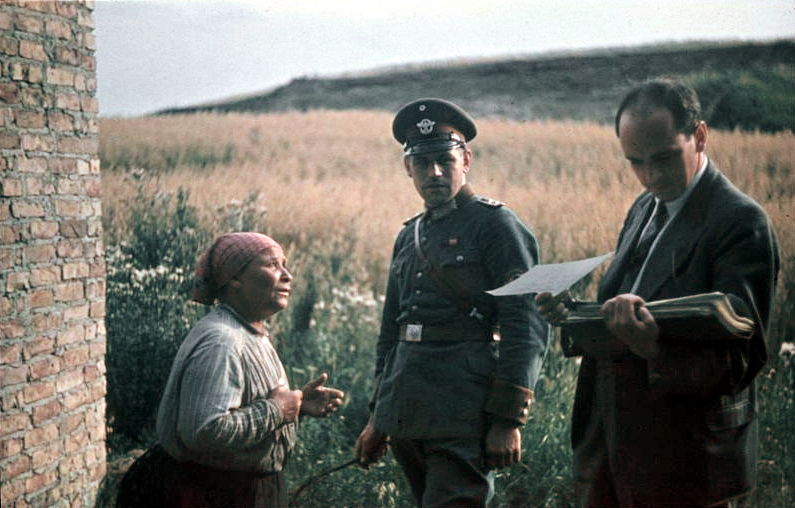
Robert Ritter (rechts), Direktor der „Rassenhygienischen und bevölkerungsbiologischen Forschungsstelle“ bei einer seinen „Erhebungen“.

Das nationalsozialistische Regime nahm die Kriminologie anfangs zwiespältig wahr. Einerseits passten erbbiologische Verbrechenserklärungen zur NS-Ideologie, andererseits wirkten kriminologische Analysen von Verbrechenszusammenhängen wie ein Verständnis der Verbrecherpersönlichkeit zu Lasten des gebotenen Gesellschaftsschutzes. Die Psychowissenschaften als Erklärungsrahmen galten als jüdisch dominiert und verweichlicht. Doch schon 1933 bekannte sich der Psychologe und Kriminologe Gustav Aschaffenburg, Herausgeber der Monatsschrift für Kriminalpsychologie und Strafrechtsreform, zum dauernden Ausschluss unbehandelbarer Täter aus der Gesellschaft und nannte 1935 als Ziel der Kriminalpolitik, die Volksgemeinschaft von Schädlingen zu befreien. Wegen seiner jüdischen Vorfahren verlor Aschaffenburg 1934 seine Professur und emigrierte 1939 in die USA.
Laut Dieter Dölling hätten manche Kriminologen mit der nationalsozialistischen Machtübernahme die Chance verbunden, ihre Vorstellungen von zweckmäßiger Verbrechensbekämpfung damit ungehindert durch die langwierigen Entscheidungsprozesse eines parlamentarischen Systems durchsetzen zu können. Seit 1933 begrüßten Kriminalbiologen, wie Theodor Viernstein den Anschluss ihres Forschungsthemas an die neue eugenische Rassenpolitik; 1937 wurde ein reichsweiter kriminalbiologischer Dienst eingerichtet, zu dessen Aufgaben unter anderem die Zuführung genetisch kranker Gefangener zur Sterilisation gehörte. Dieser Dienst lieferte zudem dem Reichsgesundheitsamt die Daten zur erbbiologischen Bestandsaufnahme des deutschen Volkes. Die erbbiologische Forschung an Strafgefangenen weitete sich auf Untersuchungen von Sinti, Roma, Jenische und Behinderten aus.
Um Verbrecher aus Anlage besser erkennen zu können, wurde nach 1933 der Erbfaktor besonders erforscht und die Kriminalbiologie konzentrierte sich auf Zwillings- und Sippenforschung. Der Psychiater Friedrich Stumpfl ermittelte, rückfällige Schwerkriminalität sei genetisch angelegt, werde aber auch durch soziale Bedingungen begünstigt. Letzteres ließ er bei seinen kriminalpolitischen Implikationen unberücksichtigt und forderte die Sterilisation aller notorisch rückfälligen Straftäter.
Edmund Mezger, den Klaus Rehbein als „hervorragendsten Vertreter eines nationalsozialistischen Strafrechts und Begründer einer explizit nationalsozialistischen Kriminologie“ bezeichnet, wertete soziale Kriminalitätserklärungen als Ende individueller Verantwortlichkeit und aller Kultur ab. Die biologische Verbrechenserklärung lobte er dagegen als unverzichtbar zur Bestimmung rasse- und blutsmäßiger Eigenschaften des Individuums und dessen angemessener Behandlung. Dagegen dokumentierte Franz Exner in seinem 1939 erschienenen Lehrbuch Kriminalbiologie in ihren Grundzügen den damaligen Forschungsstand der Kriminologie unter Einbezug kriminalsoziologischer, -anthropologischer und -psychologischer Forschung, betitelt sein Buch jedoch, laut Karl-Ludwig Kunz missverständlich, den Zeitströmungen entsprechend, was eine Annäherung Exners an das nationalsozialistische Gedankengut andeute.

Franz Exner

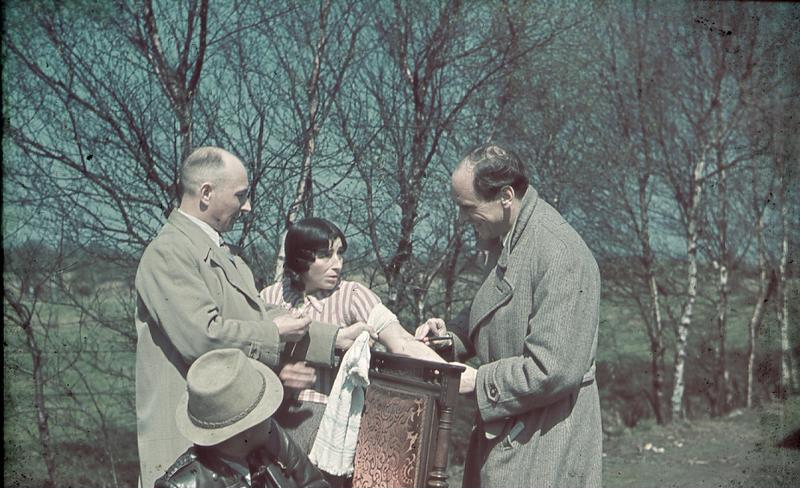
Robert Ritter (rechts) nimmt einer Frau im Freien Blut ab.

Während der NS-Herrschaft beschäftigte sich Exner neben der Kriminalsoziologie, als deren Begründer er für den deutschen Sprachraum gilt, verstärkt mit genetischen und anthropologischen Verbrechensursachen. Sein Lehrbuch enthält auch in späteren Auflagen antisemitische Behauptungen: Juden hätten eine höhere Kriminalitätsbelastung bei Betrug und Veruntreuung und eine geringere bei Gewaltdelikten und Diebstahl, was mit dem allgemeinen jüdischen Erwerbsdrang und der materiellen Orientierung zu erklären sei. Andererseits warnte er vor dem unbedarften Gebrauch des Konzepts der verbrecherischen Anlage und der Vernachlässigung von Umwelteinflüssen.
Neben Täterstudien betrieben Kriminalbiologen im Dritten Reich auch erbbiologische und rassistische Forschungen an „Asozialen“. Robert Ritter, Direktor der „Rassenhygienischen und bevölkerungsbiologischen Forschungsstelle“ im Reichsgesundheitsamt, begutachtete in den berüchtigten Zigeunerstudien knapp 24.000 Menschen. Seine Ergebnisse (gutachtlichen Äußerungen) waren entscheidend für das weitere Schicksal der Betroffenen: Freistellung von weiterer Verfolgung, Sterilisation oder Deportation in ein Vernichtungslager. Ab 1941 war Ritter zugleich Direktor des Kriminalbiologischen Instituts der Sicherheitspolizei, verantwortete kriminalbiologische Untersuchungen an jugendlichen Straftätern und entschied darüber, ob sie in ein Jugendschutzlager oder ein Jugendkonzentrationslager eingewiesen wurden.

## Institutionalisierung
Während bedeutende Kriminologen wie Gustav Aschaffenburg, Curt Bondy, Max Grünhut, Hermann Mannheim und Hans von Hentig nach der NS-Machtübernahme ihre Professuren verloren, zum Teil inhaftiert wurden und emigrierten, ließen sich ihre im Lande gebliebenen Fachkollegen gemeinsam mit Vertretern von Gesundheitsbehörden und Ministerien in die führende Fachorganisation Kriminalbiologische Gesellschaft einbinden.
1937 wurde Theodor Viernstein zum Ersten Vorsitzenden der seit der Gründung 1927 von Adolf Lenz geleiteten Gesellschaft. Viernstein war Leiter der Kriminalbiologischen Sammelstelle in München und Ministerialrat im Bayerischen Staatsministerium. Außerdem gehörten dem Vorstand 1937 akademische Kriminologen wie Edmund Mezger (2. Vorsitzender), Franz Exner (3. Vorsitzender) und Ernst Seelig (2. Schriftführer) an. Die rassenhygienisch und kriminalbiologisch orientierten Psychiater Johannes Lange und Ernst Rüdin waren Beiratsmitglieder, ebenso wie der direkt in die NS-Euthanasie involvierte Ministerialrat Herbert Linden. Der Präsident des Reichsgesundheitsamtes, Hans Reiter, fungierte als Schatzmeister. Ferdinand von Neureiter, Medizinalbeamter im Reichsgesundheitsamt und Hochschullehrer, war erster Schriftführer. Der zum „ständigen Ehrenvorsitzenden“ ernannte Adolf Lenz konstatierte 1937, dass die „Kriminalbiologie zur autoritären Staatsführung ihr Scherflein beizutragen“ habe.
Ebenfalls 1937 wurde die Monatsschrift für Kriminalpsychologie und Strafrechtsreform in Monatsschrift für Kriminalbiologie und Strafrechtsreform umbenannt. Die Herausgeberschaft übernahmen schon ein Jahr vor der Umbenennung Exner, Lange und Rudolf Sieverts, nachdem Gustav Aschaffenburg 1935 die Herausgeberschaft der Zeitschrift, die er 1905 gegründet, auf politischen Druck hin aufgegeben hatte. Sein Mitherausgeber Hans von Hentig hatte schon 1934 aufgegeben. Die drei neuen Herausgeber hielten engen Kontakt mit Aschaffenburg, bis Lange deshalb bei der Gestapo denunziert wurde.
Mezger und Exner waren maßgeblich an den Entwürfen für ein Gesetz über die Behandlung Gemeinschaftsfremder beteiligt, das wegen der Kriegsereignisse 1945 nicht mehr in Kraft trat. Mit dem geplanten Gesetz sollte ein Täterstrafrecht geschaffen werden, bei dem nicht die Straftat, sondern der Tätertyp im Mittelpunkt der Verurteilung steht. In seiner ersten Stellungnahme zum Entwurf betonte Mezger 1942 dessen grundlegende kriminalpolitische Bedeutung, er sei eine geeignete und höchst erfreuliche Grundlage für eine großzügige und zielbewusste Kriminalpolitik. Der Entwurf enthielt eine Dreiteilung der Verbrecher:
- Die Gestrauchelten (Konflikts- und Gelegenheitsverbrecher) – Strafziel für diese Gruppe sei Abschreckung und Sühne sowie das Verhindern eines weiteren Absinkens in die Kriminalität,
- Leute mit einer verbrecherischen Dauerhaltung, die jedoch vermutlich noch zu beheben sei (besserungsfähige Dispositionsverbrecher) – Strafziel für diese Gruppe sei Wiedereingliederung durch Freiheitsstrafe von unbestimmter Dauer und Sühne,
- Leute mit vermutlich nicht behebbarer Dauerhaltung (unverbesserliche Dispositionsverbrecher) – Strafziel für diese Gruppe sei Unschädlichmachung durch Verwahrung oder Todesstrafe.[19]

Bezüglich der Beteiligung Franz Exners hat Walter Fuchs in einer dieser Problematik gewidmeten Einzelstudie verschiedene Einschränkungen geltend gemacht. So habe Exner anlässlich einer der Gesetzesentwürfe ein Gutachten erstellt, in dem er sich kritisch gegenüber fehlenden rechtsstaatlichen Sicherungen geäußert und die Unbestimmtheit mancher Begriffe moniert habe. Andererseits habe Exner die Grundrichtung eines „Gemeinschaftsfremdengesetzes“ durchaus begrüßt.

## Nachkriegskontinuität
Franz Exner konnte seine Karriere als Hochschullehrer nicht fortsetzen, er starb am 1. Oktober 1947. 1949 erschien posthum die, von seinem Schüler Fritz Schwab redigierte, 3. Auflage seines Lehrbuches Kriminalbiologie, auf seinen Wunsch unter dem neuen Titel Kriminologie. Darin führte er die Tradition der 1920er fort, indem er gleichermaßen biologische und soziale Faktoren für die Entstehung von Kriminalität nannte. Doch auch in der Nachkriegsauflage des Buches beschreibt Exner „endogene Zustandsverbrecher, die vornehmlich durch ihre Anlage zum Verbrechen disponiert sind.“
Edmund Mezger kehrte 1948 auf seinen Münchener Lehrstuhl zurück und lehrte dort über seine Emeritierung hinaus bis 1957. 1951 wurde er zum Vorsitzenden der Kriminalbiologischen Gesellschaft gewählt, 1954 in die Große Strafrechtskommission des Bundesjustizministeriums berufen und zu deren stellvertretendem Vorsitzenden ernannt. Ebenfalls 1951 veröffentlichte er ein kriminologisches Studienbuch. Darin heißt es, Anlage und Umwelt seien beide bei der Kriminalitätserklärung zu berücksichtigen, im Mittelpunkt der Analyse habe aber die Persönlichkeit des Verbrechers zu stehen, es gäbe zwar keine spezifisch kriminelle Erbanlage, „wohl aber eine Anlage zu Verbrechen.“
Ernst Seelig erhielt 1951 seine Lehrbefugnis zurück, konnte aber nur als außerplanmäßiger Professor an seine frühere Hochschule, die Universität Graz, zurückkehren, was ihm nicht ausreichte. Er wechselte an die Universität des Saarlandes in Saarbrücken, wo er 1954 zum Ordinarius für Strafrecht, Strafprozessrecht und Kriminologie befördert wurde. 1951 veröffentlichte er ein Lehrbuch der Kriminologie. Auch er schrieb von einem Zusammenspiel sozialer und biologischer Aspekte bei der Kriminalitätserklärung. Damit es jedoch zu einer kriminellen Tat aufgrund von Umweltreizen komme, sei ein Mensch erforderlich, dessen Tatbereitschaft auf einer kriminogenen Disposition beruhe. Seelig enthielt sich auch 1951 nicht einer rassistischen Argumentation: Der Stamm der Berufsverbrecher gehe auf jahrhundertealte Gaunerbanden zurück und sei durch den „ständigen Zustrom von Juden“ und Zigeunern durchmischt worden.

## Fachhistorische Bewertung
Für Karl-Ludwig Kunz ist das Bild der deutschen Kriminologie im Nationalsozialismus nicht völlig einheitlich. Kein Fachvertreter sei in seinen Arbeiten ohne Hinweise auf rassistische Kriminalitätserklärungen ausgekommen. Einerseits habe sich auf der Basis eines erbbiologischen Determinismus eine mit der nationalsozialistischen Rassenideologie gleichgeschaltete kriminologische Rassenforschung entwickelt, die sich auch auf Asoziale erstreckte und eugenische Maßnahmen bis hin zur Vernichtung legitimierte. Andererseits sei bei manchen Kriminologen, besonders bei Franz Exner, gegenüber dem auf „krude erbbiologische Erklärungen fixierten Zeitgeist“ eine gewisse Differenzierung und sogar Kritik erkennbar. Außerdem weist Kunz darauf hin, dass die Bevorzugung biologischer vor sozialen Verbrechensursachen keine Besonderheit der Kriminologie im Nationalsozialismus sei, sondern für die deutsche Kriminologie seit dem späten 19. Jahrhundert prägend.
Auch Dieter Dölling analysiert, dass die Kriminologie durch ihre Überbetonung des kriminalbiologischen Denkens die Durchsetzung nationalsozialistischer Ideen im Strafrecht gefördert und legitimiert habe, schränkt aber ein, die Kriminologie habe nicht als treibende Kraft des nationalsozialistischen Terrors gewirkt. Wissenschaftlich sei es zu keinem Bruch mit der Kriminologie der Weimarer Republik gekommen, die bereits vorhandenen kriminalbiologischen Denkansätze seien lediglich ausgebaut und überbetont worden.
Imanuel Baumann leitet aus der institutionalisierten Zusammenarbeit von akademischen Kriminologen, Medizinern und hohen Verwaltungsbeamten des NS-Regimes in der Kriminalbiologischen Gesellschaft ab, „dass der kriminalbiologische Mainstream nicht nur als Legitimationswissenschaft der NS-Kriminalpolitik angesehen werden kann, sondern auch enge personelle Verbindungen zum NS-Staat und der Vernichtungspolitik unterhielt.“
Demgegenüber bezweifelt Richard Wetzell, dass der Triumph des genetischen Determinismus im kriminologischen Mainstream der NS-Zeit so vollständig war, wie oft angenommen wird. Eine beträchtliche Anzahl von Obersten Erbgesundheitsgerichten habe sich gegen die Sterilisation von Straftätern entschieden. Das deute darauf hin, dass das Meinungsspektrum zur eugenischen Politik vielfältiger war und dass die NS-Biopolitik mehr Raum für Meinungsverschiedenheiten erlaubte, als Historiker oft annehmen. Der grobe genetische Determinismus und Rassismus von NS-Elite, Polizeiführung und bedeutenden Teilen der Ärzteschaft habe den nuancierteren und komplexeren Diskurs der meisten etablierten Kriminalbiologen und Kriminologen nicht verdrängt.
Kai Ambos erkennt bei seiner Analyse der Kriminologie im Nationalsozialismus eine Kontinuität zur Kriminologie in der Weimarer Republik und auch in der Bundesrepublik Deutschland – aber auch eine Radikalisierung. Zusammenfassend schreibt er, die NS-Kriminologie sei – ebenso wie das NS-Strafrecht – nicht aus dem Nichts entstanden und 1945 nicht vollständig verschwunden. Insbesondere nach ihrer biologischen Wende sei die deutsche Kriminologie zu einer Legitimationswissenschaft geworden, die den Boden für die völkermöderische NS-Strafrechtspolitik bereitete (In fact, German criminology during the Nazi reign, especially its biological turn, became a legitimating science preparing the ground for genocidal Nazi criminal justice policies.).